# 't Noorden
't Noorden is een buurtschap in de gemeente Hoogeveen. De buurtschap behoorde tot en met 1997 tot de gemeenten Beilen en Westerbork.
't Noorden ligt ten noordoosten van Hoogeveen, ten oosten van Tiendeveen, en ten noorden van Nieuweroord, ook ligt het direct ten oosten van de N374. 't Noorden omvat een handjevol panden.
De plaatsnaam verwijst naar de ligging ten noorden van het Noorder Hoofddiep.